# Adraga varipes
Adraga varipes är en tvåvingeart som beskrevs av James 1980. Adraga varipes ingår i släktet Adraga och familjen vapenflugor. Inga underarter finns listade i Catalogue of Life.